# Восстание в Морант-Бэй

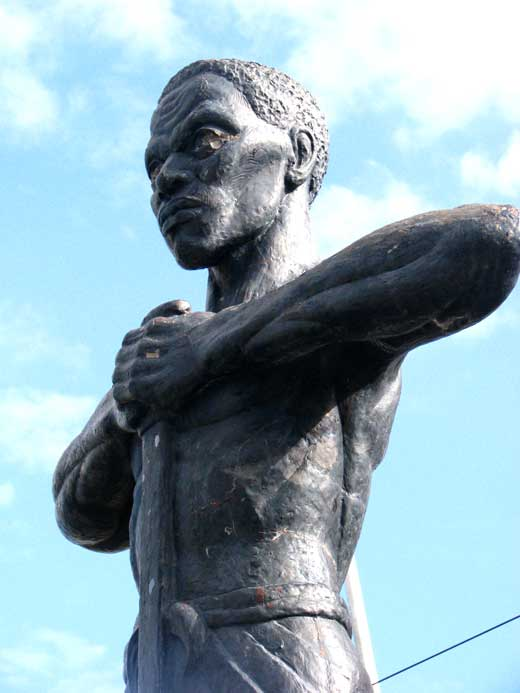
Статуя Пола Богла в Морант-Бей, Ямайка.

Восстание в Морант-Бей — эпизод в истории Ямайки. Оно началось 11 октября 1865 года, когда баптистский священник Пол Богл привёл от 200 до 300 чернокожих мужчин и женщин к городу Морант-Бей, в пэрише (округе) Восточный Сент-Томас. Было подавлено войсками по приказу губернатора Джона Эйра, в результате чего было убито 439 человек, арестовано и позднее казнено ещё 354 участника восстания. Восстание и его последствия были важным поворотным пунктом в истории Ямайки, а также вызвали значительные политические дебаты в Великобритании.

## Предыстория
Рабство на Ямайке было отменено 1 августа 1834 года после принятия Британского акта об освобождении рабов, что привело к их полному освобождению 1 августа 1838 года, когда бывшие рабы стали свободны в выборе рода занятий и работодателя. На бумаге бывшие рабы получили право голоса. Тем не менее, большинство чернокожих оставались чрезвычайно бедны, и высокий налоговый ценз лишал их реальных избирательных прав. Во время выборов 1864 года менее 2000 чернокожих жителей Ямайки имели право голосовать из общей численностью населения более 436 000 человек (при этом соотношение белых и чернокожих на острове было всего 1:32). В 1864 году случилось несколько наводнений, которые уничтожили урожаи, а 1865 году остров вновь посетили эпидемии холеры и оспы. Двухлетняя засуха 1862—1863 годов ещё более ухудшила жизнь бывших рабов и их потомков. В сахарной промышленности происходили банкротства, лишавшие чернокожих работников пропитания. В итоге социальная напряженность между белыми фермерами и бывшими рабами усилилась, и начали циркулировать слухи, что белые плантаторы пытаются восстановить рабство.
В 1865 году д-р Эдвард Андерхилл, секретарь Баптистского миссионерского общества Великобритании, написал письмо в Министерство по делам колоний, где охарактеризовал плачевное состояние дел на Ямайке. Это письмо было позже показано губернатору Ямайки Джону Эйру, который попытался отрицать аргументы Андерхилла, в то время как бедные негры Ямайки начали организовывать «митинги Андерхилла». Крестьяне прихода Сент-Энн направили петицию королеве Виктории, прося у Короны земли, но это письмо перехватил Эйр и приложил к нему письмо с собственными комментариями.
Ответ королевы не оставил никаких сомнений в умах бедняков, что Эйр повлиял на её мнение: она поощряла бедных работать, а не просить помощи. Джордж Уильям Гордон, богатый политик-мулат, стал активно помогать беднякам острова в попытках предать огласке их тяжелое положение. Один из его последователей был баптистский диакон Пол Богл.
Помня накал Гаитянской революции, британское население Ямайки испугалось, что бывшие рабы захватят власть на острове.

## Восстание и его подавление
7 октября 1865 года чернокожий ямаец был предан суду и заключен в тюрьму за незаконное проникновение на давно заброшенную плантацию, что вызвало ярость негров Ямайки. В ходе судебного разбирательства Джеймс Джогеджон, чернокожий зритель, с нарушением порядка выступил в поддержку подсудимого, полиция попыталась его удалить, что привело к драке между полицией и другими зрителями процесса. Двое полицейских были избиты палками и камнями. В понедельник ордера на арест были выданы в отношении нескольких участников беспорядков, среди них был проповедник Пол Богл.
Через несколько дней, 11 октября, Богл с группой протестующих появился на улицах Морант-Бей. Когда группа подошла к залу суда, их встретил малочисленный и неопытный наряд милиции. Толпа начала забрасывать милицию камнями, и милиция открыла огонь по протестующим, убив семерых чернокожих демонстрантов и заставив их покинуть город.
Губернатор Джон Эйр отправил правительственные войска под командованием бригадного генерала Александра Нельсона, чтобы выследить плохо вооруженных повстанцев и доставить Богла обратно в Морант-Бей для судебного разбирательства. Войска не встречали организованного сопротивления и убивали негров без разбора, большинство убитых не были вовлечены в бунт. В итоге 439 чернокожих Ямайки были убиты солдатами, более 354 (в том числе Богл) были арестованы и позже казнены. Пол Богл был повешен либо в вечер после спешного осуждения, либо на следующее утро. Другие наказания, включая порку, были применены к более 600 мужчин и женщин (в том числе нескольким беременным женщинам). Тысячи домов, принадлежавших чернокожим Ямайки, были сожжены.
Джордж Уильям Гордон, ямайский бизнесмен и политик, критиковавший губернатора Джона Эйра и его политику, позже был арестован Эйром по подозрению в организации бунта. Несмотря на отсутствие явных доказательств, Гордон был казнен. Хотя он был арестован в Кингстоне, Эйр предписал перевезти его в Морант-Бей, где Гордон мог бы быть судим по законам военного времени. Гордон был повешен 23 октября вместе с братом Пола Богла Уильямом, всего через два дня после начала судебного разбирательства.

## Споры в Великобритании
Новость о реакции на вспыхнувшее восстание вызвала в Британии ожесточенные споры среди общественных деятелей разных политических убеждений, выступивших как в поддержку, так и против действий губернатора Эйра. Когда Эйр вернулся в Великобританию в августе 1866 года, его сторонники устроили банкет в его честь, в то время как противники в тот же вечер осудили его как убийцу. Противники Эйра предложили создать на Ямайке комиссию и судить его за массовые убийства. Более радикальные члены комитета требовали судить его и за убийство британских подданных, таких как Джордж Уильям Гордон. В состав комиссии вошли английские либералы, такие как Джон Брайт, Чарльз Дарвин, Джон Стюарт Милль, Томас Гексли, Томас Хьюз и Герберт Спенсер. Противоположную точку зрения по поводу событий восстания выражали тори и социалисты — Томас Карлайл, преподобный Чарльз Кингсли, Чарльз Диккенс и Джон Раскин. Дважды Эйр был обвинен в убийстве, но наказания не понес.
Сегодня восстание остаётся спорным и часто упоминается специалистами в исследованиях по колониальному прошлому Ямайки и её чернокожему населению.

## Восстание в Морант-Бей в массовой культуре
По крайней мере четыре ямайских автора создали произведения, отражавшие события восстания. Креол Герберт де Лиссер, редактор газеты The Gleaner, написал роман под названием Месть, который был опубликован в 1918 году. Роджер Маис написал пьесу Джордж Уильям Гордон. Названная по имени одного из лидеров общины, казненного после восстания, пьеса впервые была поставлена в 1938 году. Наконец, Виктор Рид посвятил восстанию роман, опубликованный издательством New Day в 1949 году.
Второй альбом регги-музыкантов Third World включает заглавный трек «1865 (96° In The Shade)», в котором описаны события восстания с точки зрения Пола Богла и Джорджа Уильяма Гордона.
Восстание в Морант-Бей упомянуто в рассказе Патрисии Данкер Джеймс Миранда Барри и показано в главе романа Карибское море Джеймса Миченера.